# František Vrána
František Vrána (27. ledna 1914, Přerov – 30. září 1944, Zyndranowa Polsko) byl český válečný hrdina.

## Život
Absolvoval nižší gymnázium a průmyslovou školu stavební v Brně-Řečkovicích. Pracoval jako stavební technik a v roce 1935 nastoupil vojenskou službu. Rozhodl se trvale vstoupit do armády a v letech 1935–1936 absolvoval školu pro záložní důstojníky hruborážného dělostřelectva v Bratislavě. Po krátkém pobytu u 106. dělostřeleckého pluku vstoupil do Vojenské akademie v Hranicích. Po absolvování školy sloužil u 125. dělostřeleckého pluku. Po Mnichovské dohodě byl demobilizován a po obsazení republiky německou armádou se rozhodl opustit vlast, aby mohl proti okupantům bojovat.
Přes Polsko se dostal do Anglie a již v říjnu roku 1939 vstoupil do československého zahraničního vojska. Byl odvelen do Francie, kde sloužil v Agde u 1. československé divize. Po pádu Francie se vrátil do Anglie, kde byl příslušníkem 1. československé samostatné brigády. V této době se oženil s Angličankou Hildou Weisskopfovou a narodila se mu dcera Věra. Absolvoval důstojnický kurz a byl povýšen na nadporučíka. Brigáda, u které sloužil, byla transformována na obrněnou brigádu a Vrána se stal zbrojním důstojníkem tankového praporu a velitelem zálohy řidičů tanků. Vzhledem k tomu, že jeho jednotka stále nebyla vyslána do žádné bojové akce, zažádal o převelení do SSSR.
9. září 1944 nastoupil u 1. československé tankové brigády v SSSR. Nejprve byl členem štábu 1. tankového praporu a záhy převzal velení tankového praporu. 30. září se jeho jednotka pokusila překročit československou hranici u polské obce Zyndranowa. 8. října bylo nalezeno jeho mrtvé tělo a spolu s ostatními zabitými vojáky bylo pohřbeno na vojenském hřbitově dukelského bojiště.
O jeho smrti existují dvě verze. Podle jedné byl zabit v boji po opuštění tanku, který byl zasažen pancéřovou pěstí. Podle druhé verze byl zajat a později zastřelen ranou do týla.[zdroj?]

## Posmrtná ocenění
- Posmrtně byl v roce 1945 povýšen na štábního kapitána a v roce 1947 na majora.
- Byl vyznamenán Československým válečným křížem a sovětským Řádem rudého praporu.
- V roce 1969 u příležitosti 25. výročí bojů na Dukle obdržel titul Hrdina Československé socialistické republiky a vyznamenání Zlatá hvězda hrdiny ČSSR in memoriam.

## Zajímavost

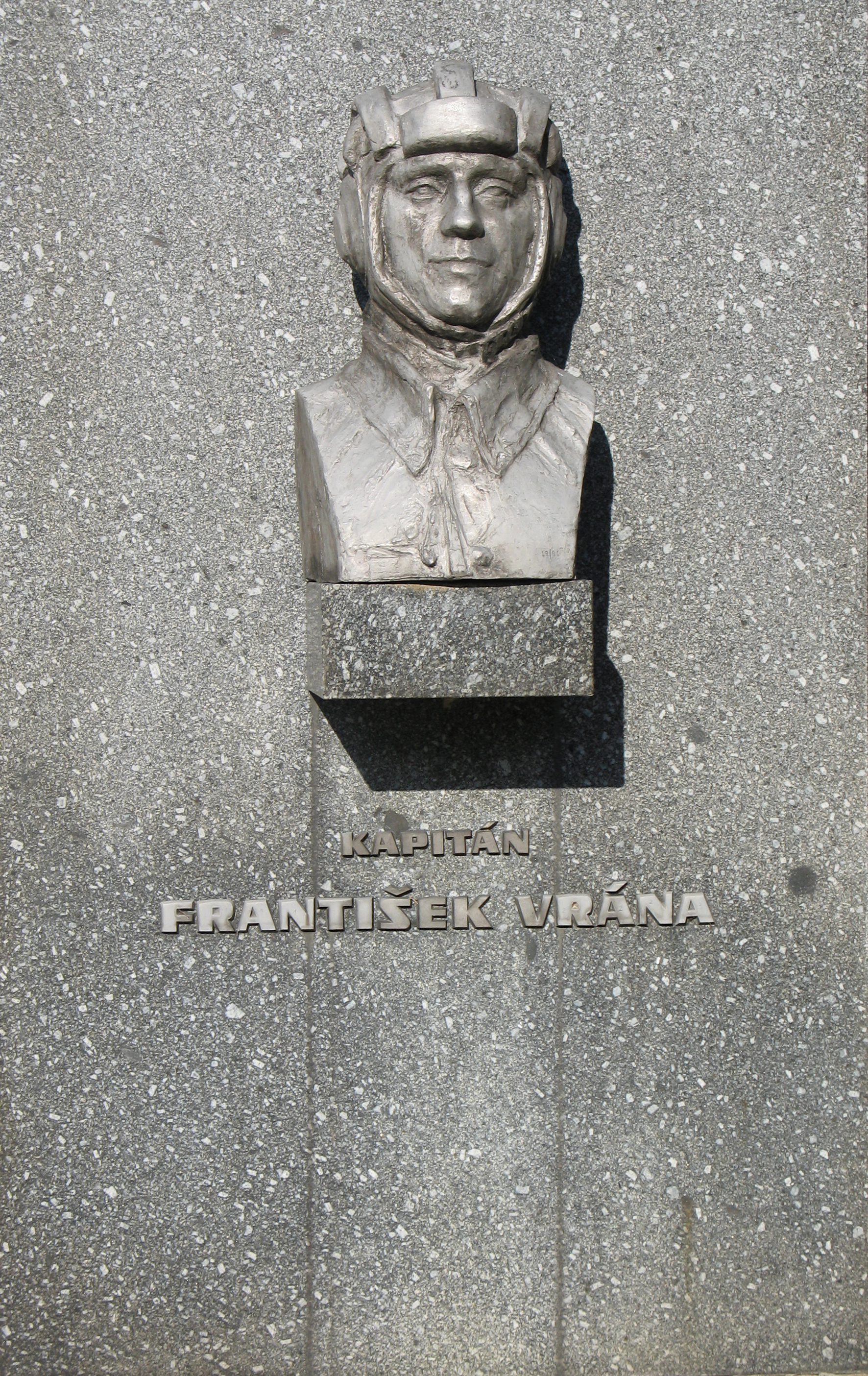
Busta Františka Vrány v Dukelském památníku

Dcera Vera Ogle, žijící ve Velké Británii, se dozvěděla, že její otec je český válečný hrdina až po smrti své matky z její pozůstalosti. V roce 2003 navštívila památník na Dukle a při další návštěvě České republiky v září roku 2012 jí byla předána otcova vyznamenání.